# Accidente del EMB-120 de la Fuerza Aérea de Angola
El 14 de septiembre de 2011 a las 12:00 hora local, un Embraer EMB 120 Brasilia (registro T-500) de la Fuerza Aérea Nacional de Angola, se estrelló durante el despegue en el aeropuerto Albano Machado de la ciudad de Huambo, en un vuelo militar al aeropuerto Quatro de Fevereiro en el país africano de Angola. El avión se partió en dos partes y comenzó a arder. Diecisiete de los 23 pasajeros murieron en el accidente.

## Avión
El avión fue un Embraer EMB 120 Brasilia, operado por la Fuerza Aérea Nacional de Angola. Había volado por primera vez en 2002. En el momento del accidente, el avión portaba el número de cola T-500 y el C/n/msn 120359.